# Siemssenia
 Siemssenia  Steetz, 1845 è un genere di piante angiosperme dicotiledoni della famiglia delle Asteraceae (sottofamiglia Asteroideae, tribù Gnaphalieae e sottotribù Gnaphaliinae).

## Etimologia
Il nome del genere (Siemssenia) è in onore di G. Th. Siemssen, botanico dilettante.
Il nome scientifico del genere è stato definito dal botanico Joachim Steetz (1804-1862) nella pubblicazione " Plantae Preissianae sive Enumeratio plantarum quas in Australasia occidentali et meridionali-occidentali annis 1838-1841; collegit Ludovicus Preiss. Partim ab aliis partim a se ipso determinatas descriptas illustratas edidit Christianus Lehmann. Hamburg" ( Pl. Preiss. [J.G.C.Lehmann] 1(3): 467) del 1845.

## Descrizione

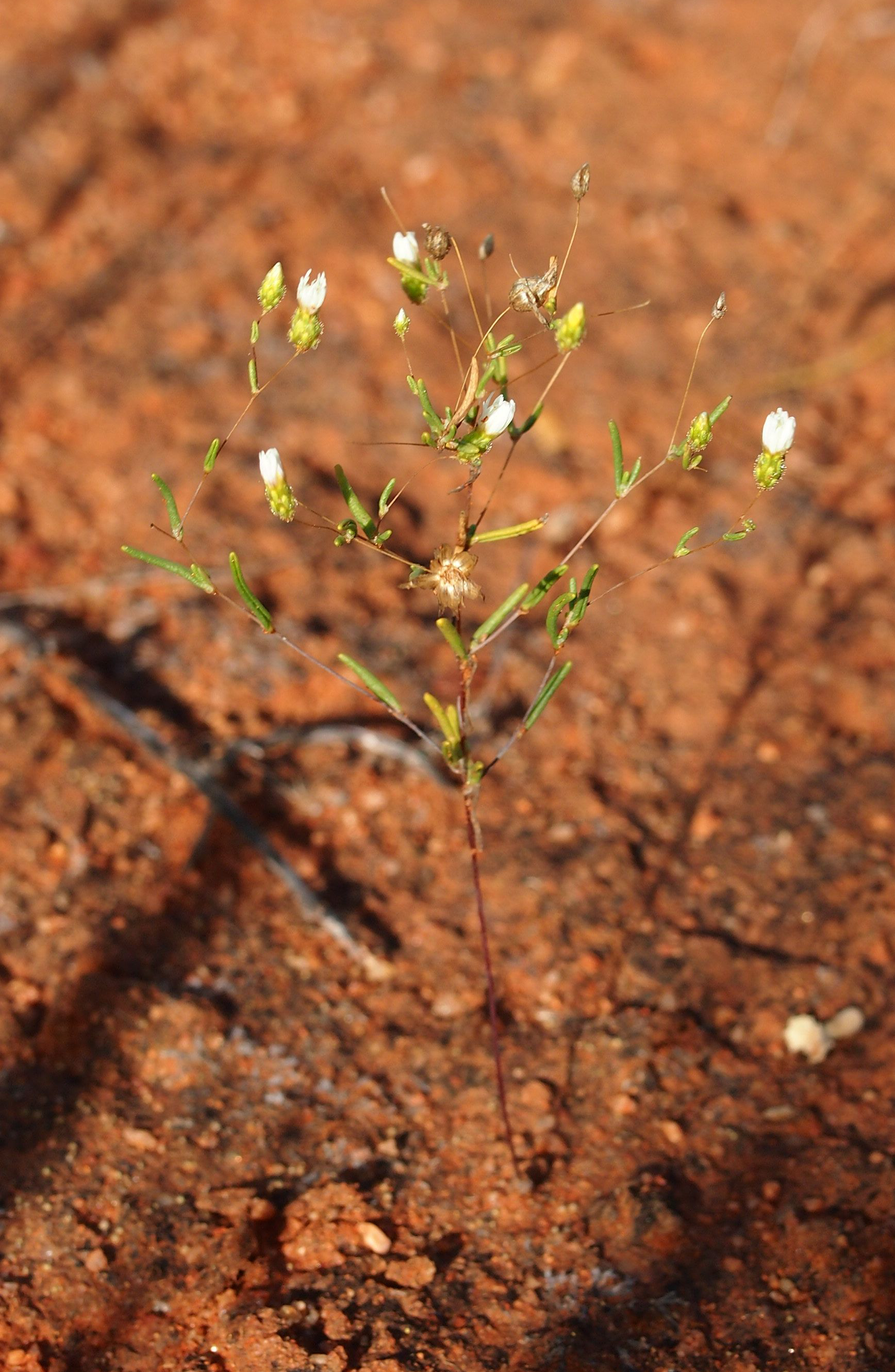
Il portamento
Siemssenia capillaris

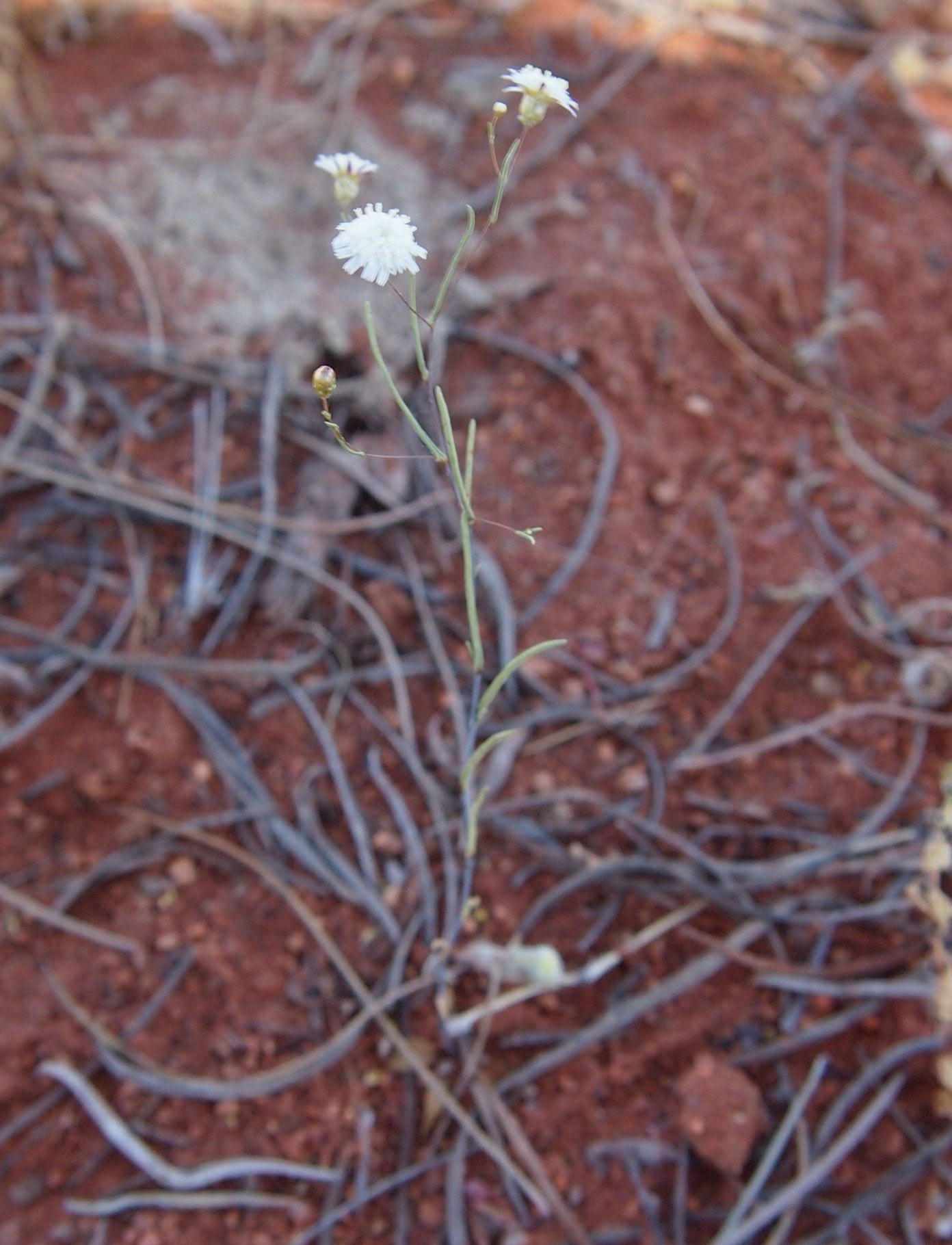
Le foglie
Siemssenia capillaris

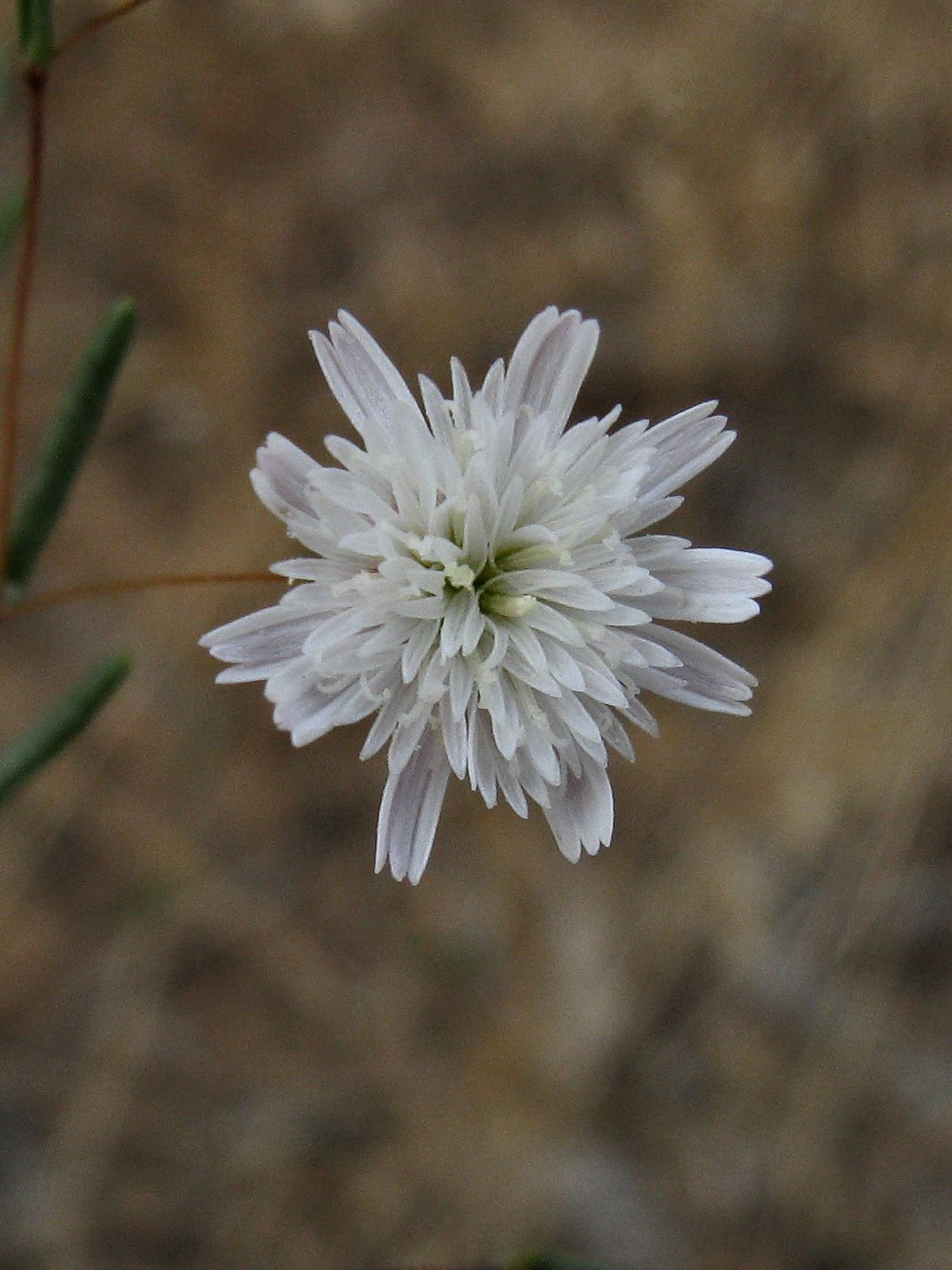
I fiori
Siemssenia capillaris

Portamento. (La presente descrizione è basata soprattutto sulla specie S. capillaris) Le specie di questo gruppo hanno un habitus di tipo erbaceo annuale. I cauli di queste piante sono provvisti del floema, ma non di canali resiniferi; mentre i sesquiterpeni lattoni sono normalmente assenti (piante senza lattice).
Fusto. La parte aerea in genere è eretta, ramosa e ispida. Altezza media: 40 - 50 cm.
Foglie. Le foglie sono disposte in modo alternato e sono più o meno sessili. La lamina è intera con forme da oblanceolate a ellittiche (quelle basali) e lineari (quelle cauline); i margini sono continui a volte ricurvi. La superficie in genere è glabra. Lunghezza delle foglie: da 0,5 a 5 cm. Larghezza delle foglie (quelle basali): fino a 1 cm. Le foglie appassiscono presto.
Infiorescenza. Le sinflorescenze sono composte da diversi capolini solitari. Le infiorescenze vere e proprie sono formate da un capolino terminale peduncolato discoide (o radiato) e eterogamo. I capolini sono formati da un involucro, con forme campanulate, composto da diverse brattee, al cui interno un ricettacolo fa da base ai fiori. Le brattee, glabre o pelose a consistenza cartacea/cartilaginea biancastra, sono disposte in modo più o meno embricato su più serie e possono essere connate alla base (strati di stereoma indiviso);  talora possono avere un margine ialino. Il ricettacolo, alveolato, è senza pagliette a protezione della base dei fiori; la forma è piatta. Lunghezza dei peduncoli: 1 - 4 cm. Dimensione degl'involucri: diametro 4 - 6 mm; lunghezza 6 - 7 mm.
Fiori.  I fiori sono tetra-ciclici (formati cioè da 4 verticilli: calice – corolla – androceo – gineceo) e pentameri (calice e corolla formati da 5 elementi). Sono inoltre tubulosi, attinomorfi e si distinguono in:
- fiori del disco esterni o del raggio (da 9 a 12): sono femminili e filiformi (o ligulati);
- fiori del disco centrali o del disco (da 7 a 12): sono ermafroditi e tubulosi.

- Formula fiorale:

*/x K {\displaystyle \infty }, [C (5), A (5)], G 2 (infero), achenio
- Calice: i sepali del calice sono ridotti ad una coroncina di squame.

- Corolla: la forma della corolla normalmente è tubolare con 5 lobi (raramente 4); i lobi hanno una forma deltata o più o meno lanceolata. I colori della corolla sono bianco e varietà.

- Androceo: l'androceo è formato da 5 stami sorretti da filamenti generalmente liberi; gli stami sono connati e formano un manicotto circondante lo stilo; le teche (produttrici del polline) sono prive di sperone, ma hanno la coda (una sola); le appendici apicali delle antere hanno delle forme concave; il tessuto endoteciale (rivestimento interno dell'antera) è quasi sempre polarizzato (con due superfici distinte: una verso l'esterno e una verso l'interno). Il polline è di tipo echinato (con punte sporgenti) a forma sferica è formato inoltre da due strati di ectesine, mentre lo strato basale è spesso e regolarmente perforato (tipo “gnafaloide”).[7]

- Gineceo: l'ovario è infero uniloculare formato da 2 carpelli. Lo stilo (il recettore del polline) è intero o biforcato con due stigmi nella parte apicale. Gli stigmi hanno una forma variabile troncata; possono essere ricoperti da minute papille o avere dei penicilli apicali. Le superfici stigmatiche sono separate.[7]

- Epoca di fioritura: principalmente da luglio a novembre.[11]

Frutti. I frutti sono degli acheni con pappo. Gli acheni sono piccoli a forma variabile da oblunga a obovoidale; la superficie può essere ricoperta da doppi tricomi globosi oppure è glabra; il pericarpo può essere percorso longitudinalmente da alcuni fasci vascolari. Il pappo, solamente dei fiori del disco centrale, è formato da 15 - 18 setole capillari barbate. Lunghezza degli acheni: 1 mm.

## Biologia
Impollinazione: tramite insetti (impollinazione entomogama tramite farfalle diurne e notturne).

Riproduzione: la fecondazione avviene fondamentalmente tramite l'impollinazione dei fiori.

Dispersione: i semi cadono a terra e vengono dispersi soprattutto da insetti come formiche (disseminazione mirmecoria). Un altro tipo di dispersione è zoocoria: gli uncini delle brattee dell'involucro (se presenti) si agganciano ai peli degli animali di passaggio che portano così i semi anche su lunghe distanze. Inoltre per merito del pappo il vento può trasportare i semi anche per alcuni chilometri (disseminazione anemocora).

## Distribuzione e habitat
Le specie di questo genere sono distribuite in Australia. L'habitat tipico sono i boschi aridi su terreni sabbiosi.

## Sistematica
La famiglia di appartenenza di questa voce (Asteraceae o Compositae, nomen conservandum) probabilmente originaria del Sud America, è la più numerosa del mondo vegetale, comprende oltre 23.000 specie distribuite su 1.535 generi, oppure 22.750 specie e 1.530 generi secondo altre fonti (una delle checklist più aggiornata elenca fino a 1.679 generi). La famiglia attualmente (2021) è divisa in 16 sottofamiglie; la sottofamiglia Asteroideae è una di queste e rappresenta l'evoluzione più recente di tutta la famiglia.

### Filogenesi
Il genere di questa voce è descritto nella tribù Gnaphalieae, una delle 21 tribù della sottofamiglia Asteroideae. Da un punto di vista filogenetico, la tribù Gnaphalieae fa parte del supergruppo (o sottofamiglia) "Asteroideae grade"; l'altro è il supergruppo "Non-Asteroideae" contenente il resto delle sottofamiglie delle Asteraceae. All'interno del supergruppo è vicina alle tribù Senecioneae, Calenduleae, Astereae e Anthemideae.
La sottotribù Gnaphaliinae è caratterizzata da portamenti di vario tipo con specie ginomonoiche e monoiche, da foglie con margini interi, da capolini disciformi omogami o eterogami e raramente radiati (o subradiati), dallo stilo con rami troncati e superfici stigmatiche separate apicalmente, da acheni glabri o con tricomi allungati e pappo ridotto. La sottotribù è divisa provvisoriamente in diversi cladi (Metalasia, Ifloga, Stoebe, Hap, Flag, Lasiopogon e Australasian). Il genere  Siemssenia attualmente, pur appartenendo alle Gnaphalieae, non è descritto all'interno di nessun gruppo delle Gnaphaliinae. Spesso le specie di questo genere sono descritte all'interno del genere Podolepis.

### Elenco delle specie
Questo genere ha 2 specie:
- Siemssenia capillaris Steetz
- Siemssenia microcephala  (Benth.) Jeanes